# كيث جونسون (سياسي)
كيث جونسون (بالإنجليزية: Keith Johnson)‏ هو سياسي أسترالي، ولد في 28 مارس 1929 في ملبورن في أستراليا، وتوفي في 24 سبتمبر 1995. حزبياً، نشط في حزب العمال الأسترالي. وقد انتخب عضو مجلس النواب الأسترالي عن دائرة Division of Burke (1969–2004) ‏ (25 أكتوبر 1969 – 19 سبتمبر 1980).